# ラルフ124C41+
『ラルフ124C41+』（原題：Ralph 124C 41+ ）は、ヒューゴー・ガーンズバックのSF小説。
初出は1911年4月の『モダン・エレクトリックス』誌。同誌は1908年にガーンズバック自らが創刊した世界初の無線雑誌で、1911年4月から12回が連載された。
ハードカバーの初版は1925年ストラトフォード社より刊行された。出版時の副題は「2660年のロマンス（A Romance of the year 2660）」。
睡眠学習器のアイデアが具体的に表現された最も早い例であるとされる。

## あらすじ
27世紀最大の科学者の一人ラルフ124C41+は、テレビ電話の混線がきっかけでアリス212B423という美しい娘と知り合い、互いに愛し合うようになる。世界中が若い2人を祝福するが、アリスに恋する2人の男だけは別だった。アリスに横恋慕する青年フェルナン60O010は彼女を誘拐し、宇宙へと拉致する。
アリスを救出するため、ラルフは自分専用の宇宙機に飛び乗って宇宙へ飛び出す。無事フェルナンの宇宙機に追いつくことができたラルフだったが、船内に彼女はいなかった。アリスに恋情を燃やすもう一人の男、火星人リザノールCK1618がフェルナンから彼女を横取りして火星に向かって逃走していたのだ。
火星に逃げ込まれる前にリザノールに追いつかなければならない。知力を振り絞り、死力を尽くした追跡が続く。

## 登場人物
この世界（火星含む）では姓を名乗る風習がなくなっており、個人名の後に数字とアルファベットをつけるようになっている。
ラルフ124C41+
ニューヨークに住む若き天才科学者で発明家。
名前の末尾についた「＋（プラス）」の記号は地球上で十人しかいない大人物にのみ許された称号で、これを持つ（持たされる）人間は政府から衣食の提供とお抱え医師をつけられ、基本的に求めさえすれば欲しいものがもらえる代わりに、全人類の財産として命の危険を伴う行為（「失敗すると危険な実験」なども含まれる）が禁止され、どうしても必要な場合は死刑囚に命じてやらせるようにさせられる。
様々な分野に長けた科学者だが完璧超人というわけでもなく、アリスと初めてTV電話で話した際、自信満々にアリスの場所（スイスのヴェンタルプ）を彼女のフランス語や時差などから「フランス」と推測して外している。
名前の「124C41」は “one to foresee for one” （未来を見通す人）とかけたもの。
アリス212B423
吹雪でスイスの山中に電気と電話が遮断された状況で閉じ込められ、5日ぶりに電話が復旧した際、偶然混線でラルフの元につながった女性。この時電力も復旧していたが、直後家が雪崩に襲われ、ラルフの機転と科学技術により救われる。
フェルナン60O010
色の浅黒い長身の30代男性。アリスに幾度も言い寄ったが相手にされないため、ストーカー化した。
ラルフから金持ちだと推測されており。第8章では火星人（リザノールではない）から姿を消す道具、第11章では地球の有名企業デトロイド社から最新式の宇宙船を購入していたことが明らかになっている。
リザノールCK1618
身長7フィートの火星人。地球人と火星人の婚姻は法的に認められておらず恋慕する情熱を隠していたので、アリスはリザノールを友人としか見ていなかった。終盤までヤンデレ的な気持ちを抑え静観していたが、フェルナンのアリス誘拐を知ってラルフや警察と無関係にフェルナンを追いかけアリス救出後、もうアリスを失うぐらいなら彼女を殺すと考えるようになり、アリスごと火星（ラルフの推測ではその後小惑星に）に向かって逃亡する。
彼自身もまた優れた発明家で最新兵器の扱いにも長ける（本編では宇宙船が高性能という程度で特殊兵器などは未使用）他、火星で非常に強い勢力を持っており、前述の法規を無視してでもアリスと挙式できるほど。（ただし地球人と結婚したうえで火星に居住することは彼でも許されない）
ジェームズ212B422
スイス西部のヴェンタルプ在住。アリスの父。大西洋横断電子磁力地下鉄の技術顧問。

## 日本語訳
- 川村哲郎訳『ラルフ124C41+』早川書房〈ハヤカワ・SF・シリーズ〉、1966年（1995年に復刻再版 ISBN 4-15-207942-8）
- 中上守訳「ラルフ124C41+」『世界SF全集 4 ガーンズバック テイン』早川書房、1971年

### 児童向け翻訳
- 福島正実訳『27世紀の発明王』岩崎書店〈エスエフ世界の名作 2〉、1966年
  - 岩崎書店〈SFこども図書館 2〉、1976年
  - 岩崎書店〈冒険ファンタジー名作選 3〉、2003年 ISBN 4-265-95123-6

原書をやや簡約化しており、原作でラルフがアリスにニューヨークを周って紹介するだけの「第6章 “食物を与えよ”」と「第7章　貨幣の目的」が全面カットされている。
また、原書で割と重要だった「火星人と地球人の通婚は禁止」の説明がなくなっており、終盤のリザノールとの追跡戦が「アリスがリザノールと結婚すると火星の法律下に置かれ、地球に連れ戻せなくなる。」のが火星到着までに追いつかなければならない理由になっている。
- 川村哲郎訳『2660年のロマンス』集英社〈ジュニア版世界のSF 17〉、1970年
- 加納一朗訳『宇宙追撃戦』ポプラ社〈SFシリーズ 7〉、1972年